# オーキッドコート
オーキッドコート（英: Orchid Court）は、兵庫県神戸市東灘区に所在する総戸数197戸の大規模マンション。敷地面積は35,586,18m2。住吉村にあった久原邸を引き継いで建設された。
三井不動産、三井物産、川崎重工業等の共同開発によって1997年2月に全体が竣工した。 
- 設計:チャールズ・ムーア（Charles Moore)

『An Architectual Life Memoirs & Memories of Charles W. Moore 』には、チャールズ・ムーアが、久原邸時代からあった水流を利用し、オーキッドコートを設計したことがAIAゴールドメダル受賞のきっかけだったとの記述がある。 
- デザイン:アンドレ・プットマン（Andree Putman)

デザイン界のココ・シャネルと呼ばれるフランス建築デザイン界の巨匠。カール・ラガーフェルドのブティックやパリ７区の自宅をデザインしたことでも有名。香港のプットマンレジデントホテルや超音速機コンコルドの内装、フランス文化省の大臣室（ジャック・ラングの部屋と呼ばれている）、ニューヨークのモーガンズ・ホテル、クリストフルのカトラリー、ルイ・ヴィトンなどブランドショップ内装デザインも手掛ける。
イチロー（オリックス時代）などのスポーツ選手や芸能人の関西での生活拠点に使用されている例も多い。

## 敷地権
1998年1月10日付　開発許可変更届第3153号で、7棟の建設計画が4棟のみの開発許可に変更された。そのため、敷地35,586.18㎡（10,783.69坪）は、197戸の占有住戸所有者で共有され、1戸あたり平均して180.64㎡（54.73坪）の土地敷地所有権を持ち、マンションの専有面積の8割以上の土地敷地権を持つという、一戸建て並みの土地権利を持っている。。

## 建物構成
レジデント建物4棟（渓西館、左峯館、右峯館、湖南館）とマナーハウス、メインオフィス棟、クーリングタワー、ガーデナーハウスなどで構成される。

### 渓西館 (West Creek)
Meadow Creek（草原地 渓流）がある庭園の西側に建つレジデント。
東側草原地域は全面芝生で覆われ、ニューヨークセントラルパークやロンドンのハイドパークを連想させる。
鉄骨鉄筋コンクリート造。銅板葺き屋根。地下1階・地上9階建て（総戸数52戸）。
- 1階 2120.85m2
- 2階 1991.48m2
- 3階 1874.1m2
- 4階 1429.84m2
- 5階 1429.84m2
- 6階 1340.05m2
- 7階 827.72m2
- 8階 498m2
- 9階 179.70m2
- 地下1階 2160.31m2

### 左峯館 (Pollux)
Center Courtの西側に建つ中核的タワーで、Castor（右峯館）と対になっていることから、ふたご座のβ星（伝説では双子の兄）の名前になった。
南側の住吉川にかかる久原橋や西側甲南小学校などを眺める。
鉄骨鉄筋コンクリート造。銅板葺き屋根。地下1階・地上12階建て（総戸数46戸）。
- 1階 1388.76m2
- 2階 1173.19m2
- 3階 1065.17m2
- 4階 988.37m2
- 5階 973.15m2
- 6階 869.78m2
- 7階 820.31m2
- 8階 674.16m2
- 9階 581.09m2
- 10階 581.09m2
- 11階 380.57m2
- 12階 251.14m2
- 地下1階 1592.19m2

### 右峯館 (Castor)
Center Courtの東側に建つ中核的タワーで、Pollux（左峯館）と対になっていることから、ふたご座のα星（伝説では双子の弟）の名前になった。
南西側の住吉川遊歩道や東側にはBroad Lake（庭園内の湖）やその周辺の南洋植物、松の古木などを望み、高層では大阪平野全体を見渡す眺めを持つ。
鉄骨鉄筋コンクリート造。銅板葺き屋根。地下1階・地上11階建て（総戸数46戸）。
- 1階 1405.68m2
- 2階 1055.21m2
- 3階 10655.21m2
- 4階 978.31m2
- 5階 947.21m2
- 6階 869.78m2
- 7階 820.31m2
- 8階 674.16m2
- 9階 581.09m2
- 10階 581.09m2
- 11階 380.57m2
- 12階 251.14m2
- 地下1階 1328.97m2

### 湖南館 (Lake Side)
庭園内のBroad Lake（湖）に寄り添って建つことからこの名のついたレジデント。
Broad Lake（湖）にせり出したPagodaパゴダが南洋や地中海のシーサイドリゾートを思わせる。比較的低層でBroad Lake（湖）や各種の植物を身近に感じて自然あふれる生活を保障している。
鉄骨鉄筋コンクリート造。銅板葺き屋根。地下1階・地上8階建て（総戸数53戸）。
- 1階 1168.86m2
- 2階 1048.55m2
- 3階 1048.55m2
- 4階 1048.55m2
- 5階 951.76m2
- 6階 902.73m2
- 7階 486.39m2
- 8階 175.86m2
- 地下1階1523.9m2

### マナーハウス
庭園中央部にたたずむ多目的スペース。
鉄骨鉄筋コンクリート造。銅板葺き屋根。474.61m2。

### その他
メインオフィス棟（地下1階・地上2階）、クーリングタワー、ガーデナーハウスなどがある。